# Turbinidae
Famille

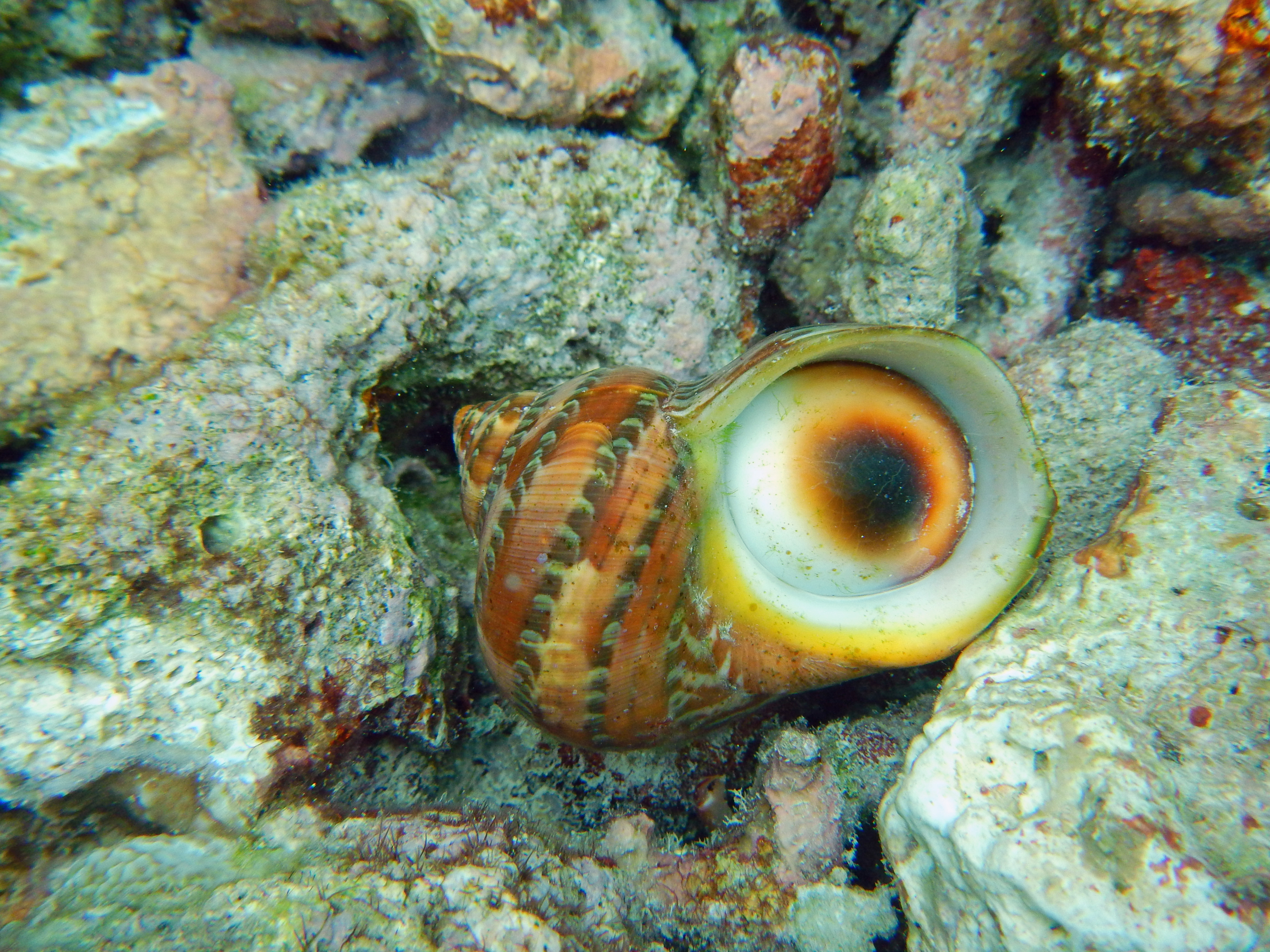
Un Turbo petholatus vivant, avec son opercule caractéristique.

Les Turbinidae sont une famille de mollusques gastéropodes marins de l'ordre des Archaeogastropoda. Elle a été créée par Constantine Samuel Rafinesque (1783-1840) en 1815.
Les espèces de cette famille sont célèbres pour leur opercule massif et minéralisé, souvent retrouvé isolé sur les plages (la coquille des individus morts étant le plus souvent appropriée par un pagure) et utilisés en bijouterie ou comme porte-bonheur sous le nom d'Œil de Sainte Lucie.

## Liste des genres
Selon le World Register of Marine Species (25 octobre 2014) :
- Astraea Röding, 1798
- Astralium Link, 1807
- Bellastraea Iredale, 1924
- Bolma Risso, 1826
- Carswellena Iredale, 1931
- Cookia Lesson, 1832
- Euninella Cotton, 1939
- Guildfordia Gray, 1850
- Lithopoma Gray, 1850
- Lunella Röding, 1798
- Marmarostoma Swainson, 1829
- Megastraea McLean, 1970
- Modelia Gray, 1850
- Ninella Gray, 1850
- Phanerolepida Dall, 1907
- Pomaulax Gray, 1850
- Prisogaster Mörch, 1850
- Senectus Swainson, 1840
- Subninella Cotton, 1939
- Tropidomarga Powell, 1951
- Turbo Linnaeus, 1758
- Uvanilla Gray, 1850
- Yaronia Mienis, 2011

## Galerie

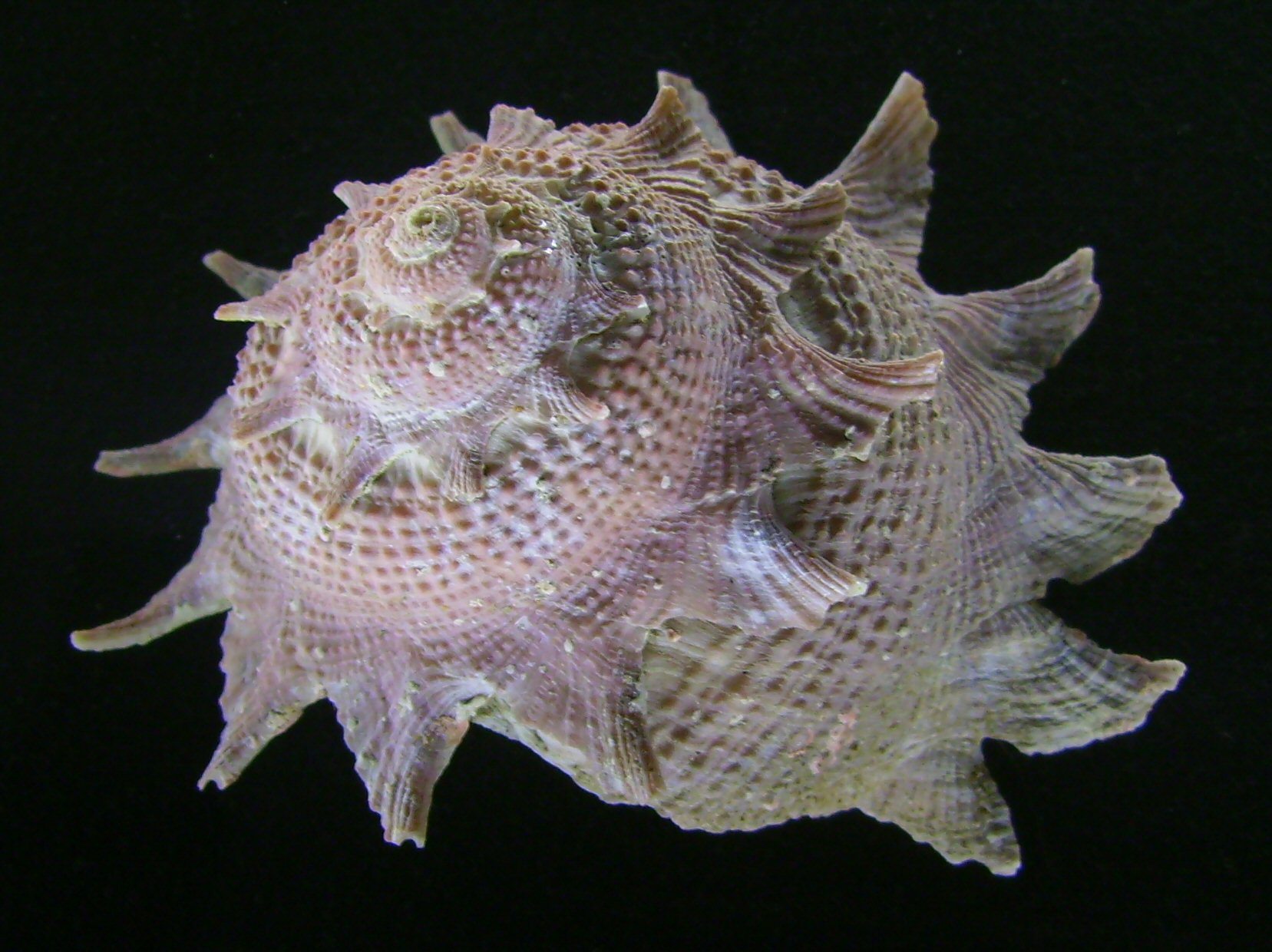
Astraea heliotropium
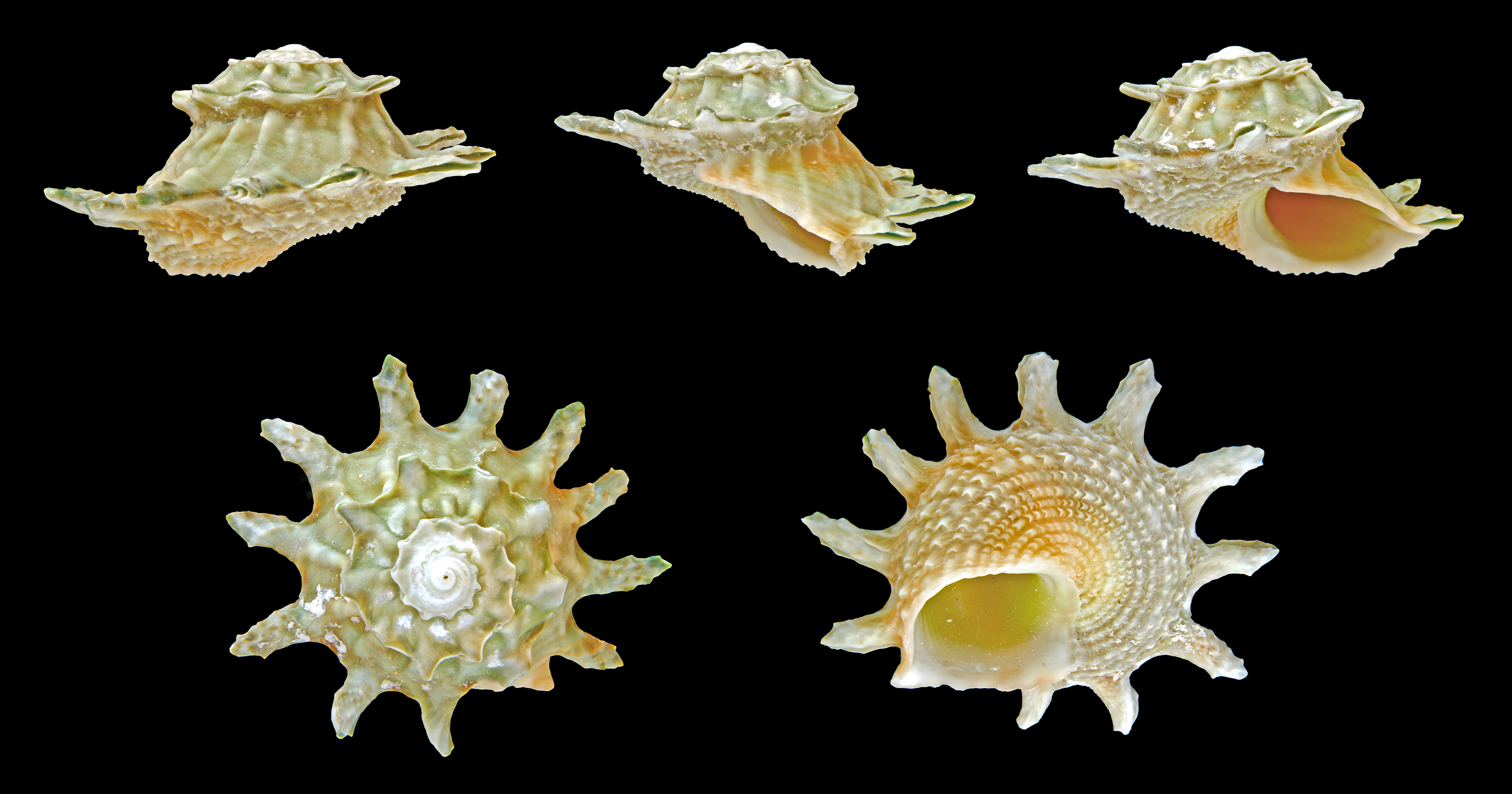
Astralium calcar
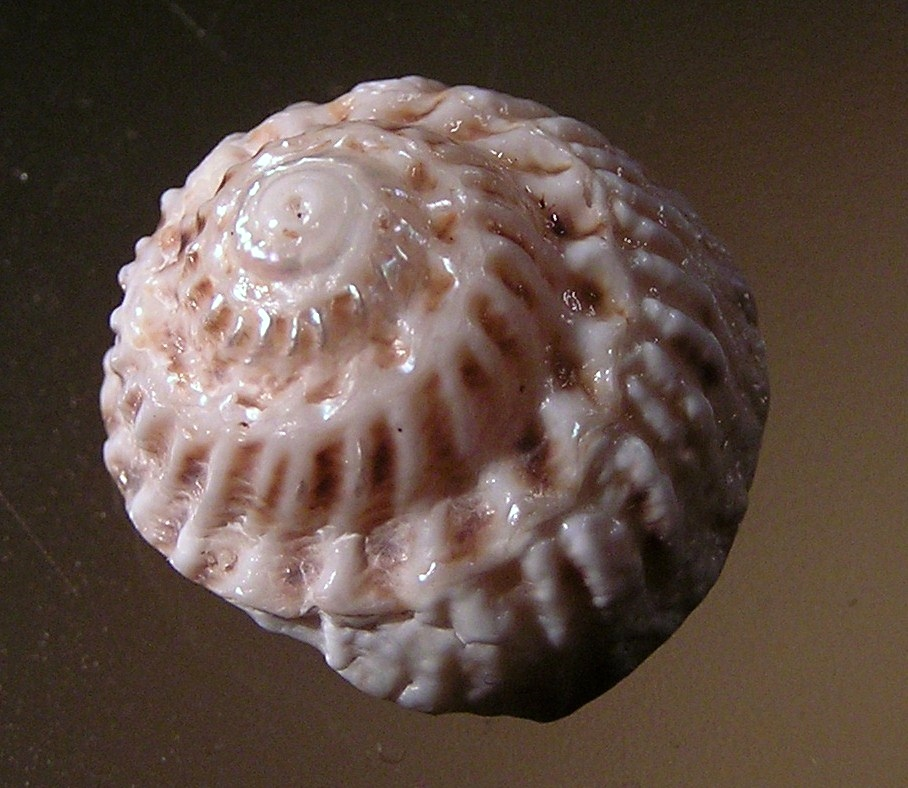
Bellastraea kesteveni
Bolma girgyllus
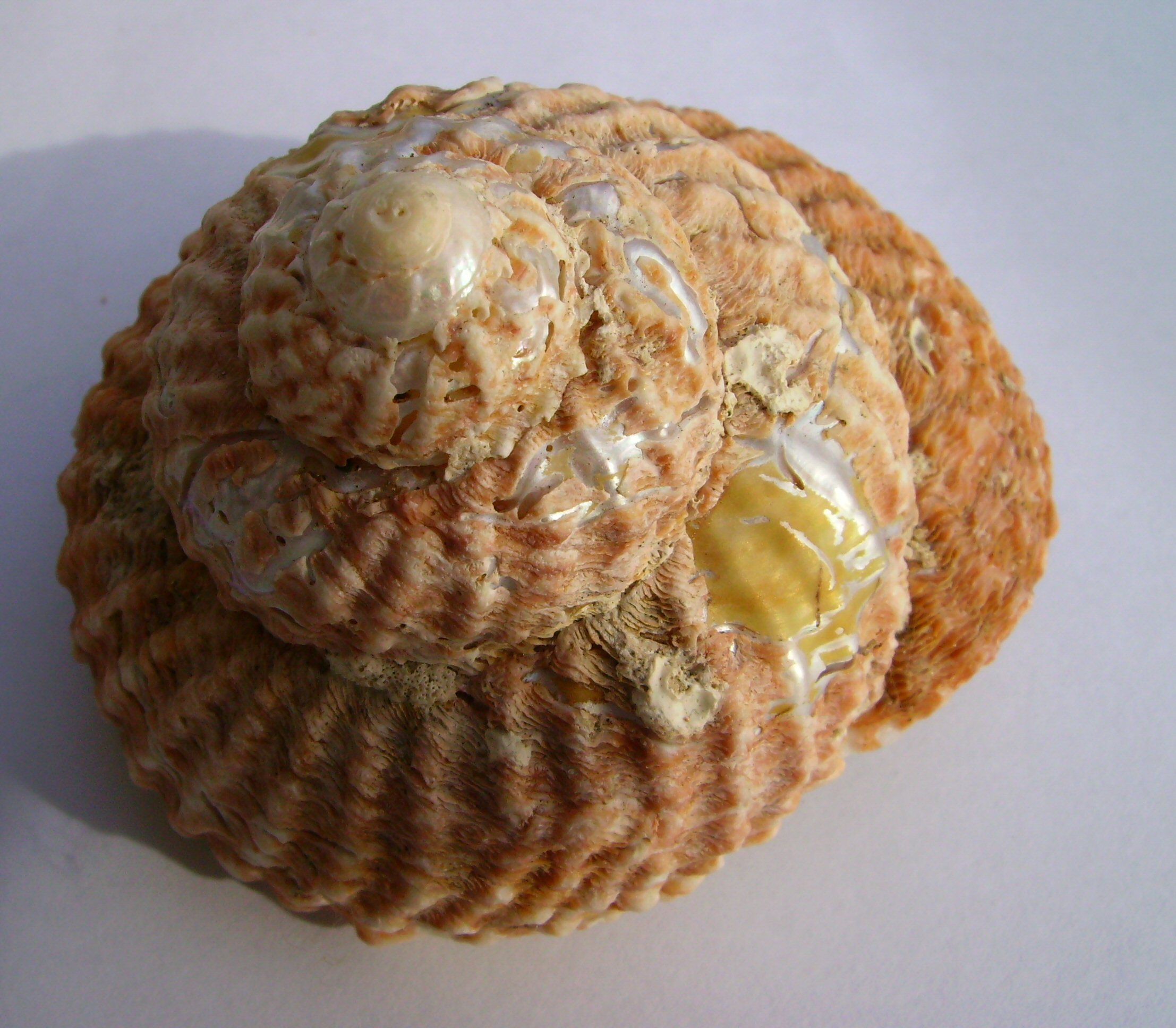
Cookia sulcata
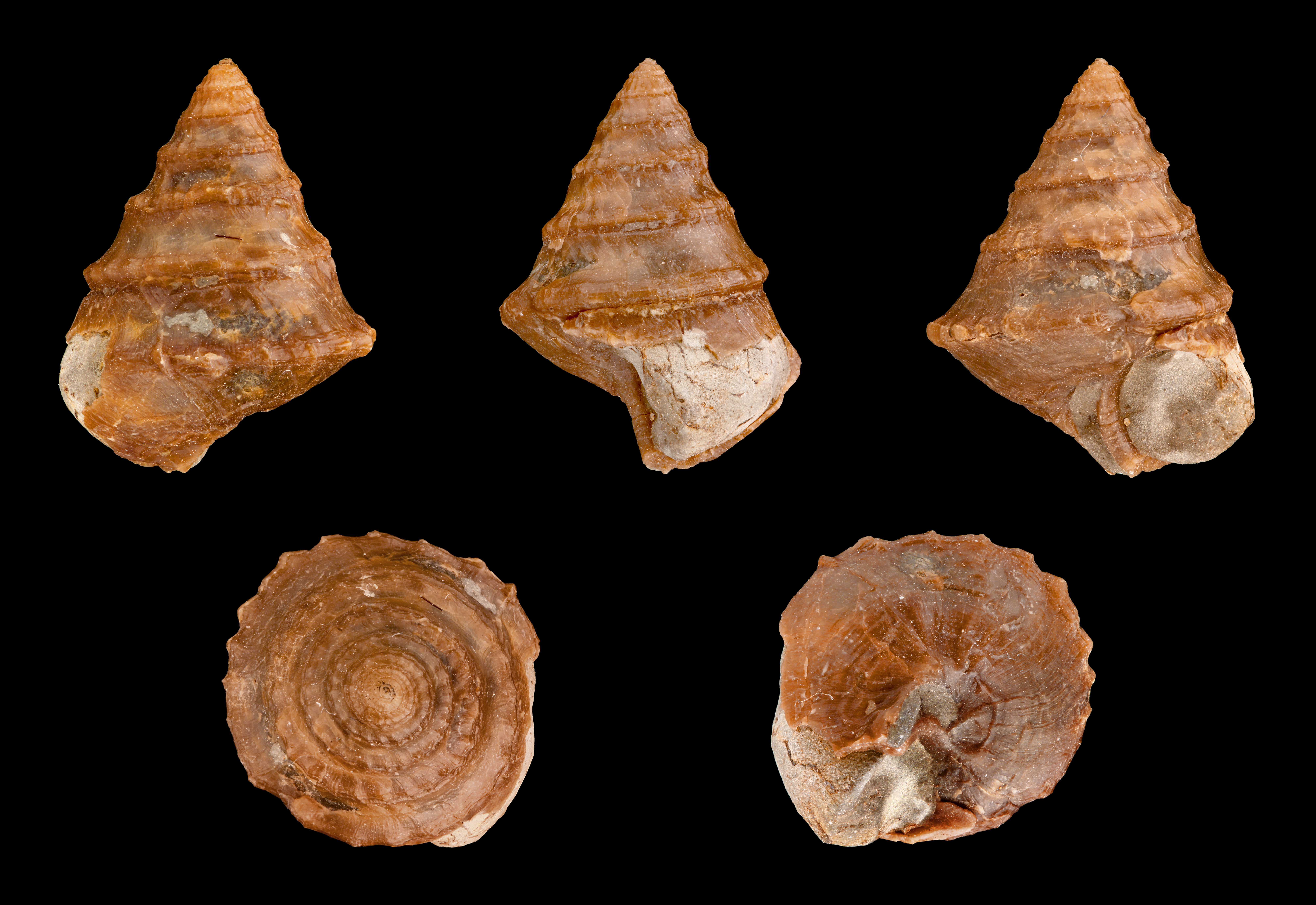
Costatrochus subduplicatus
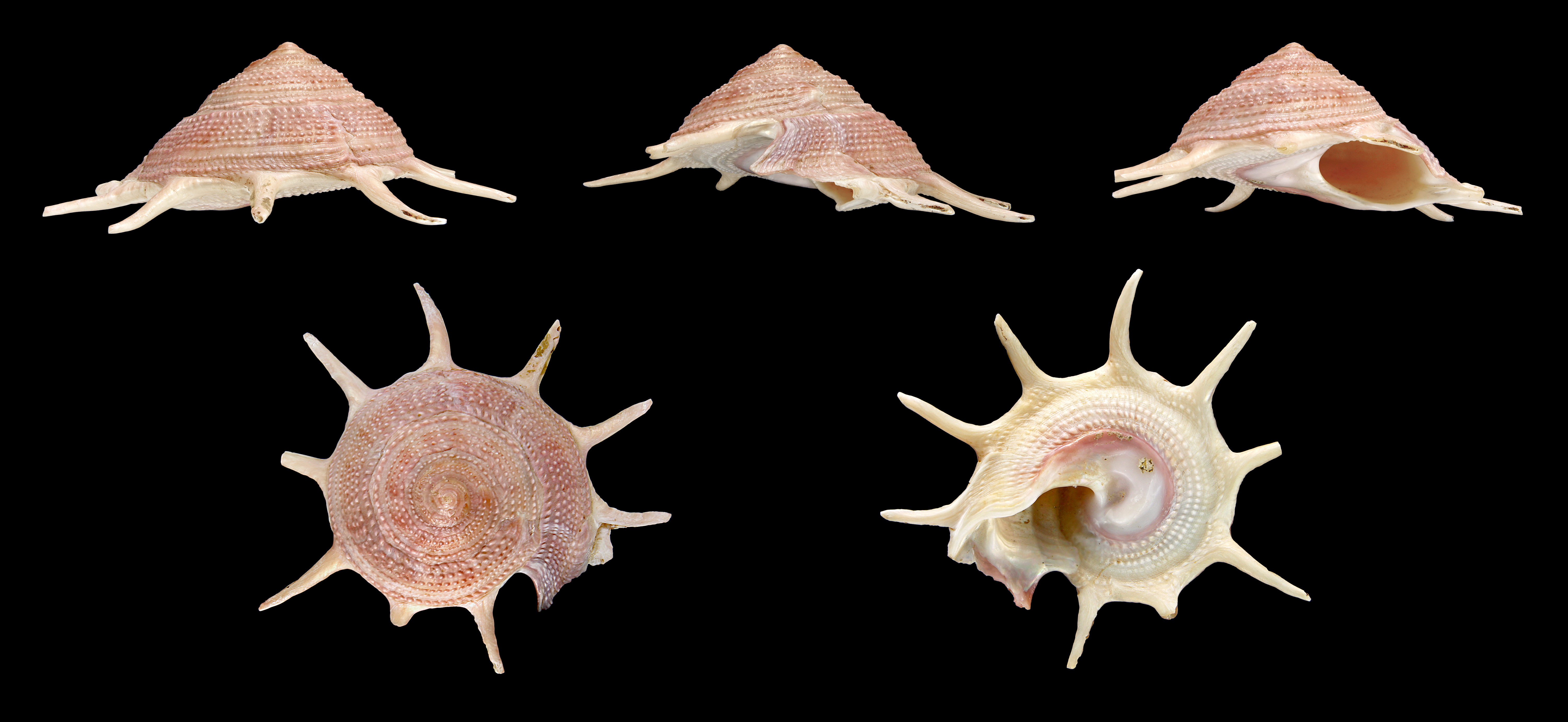
Guildfordia triumphans
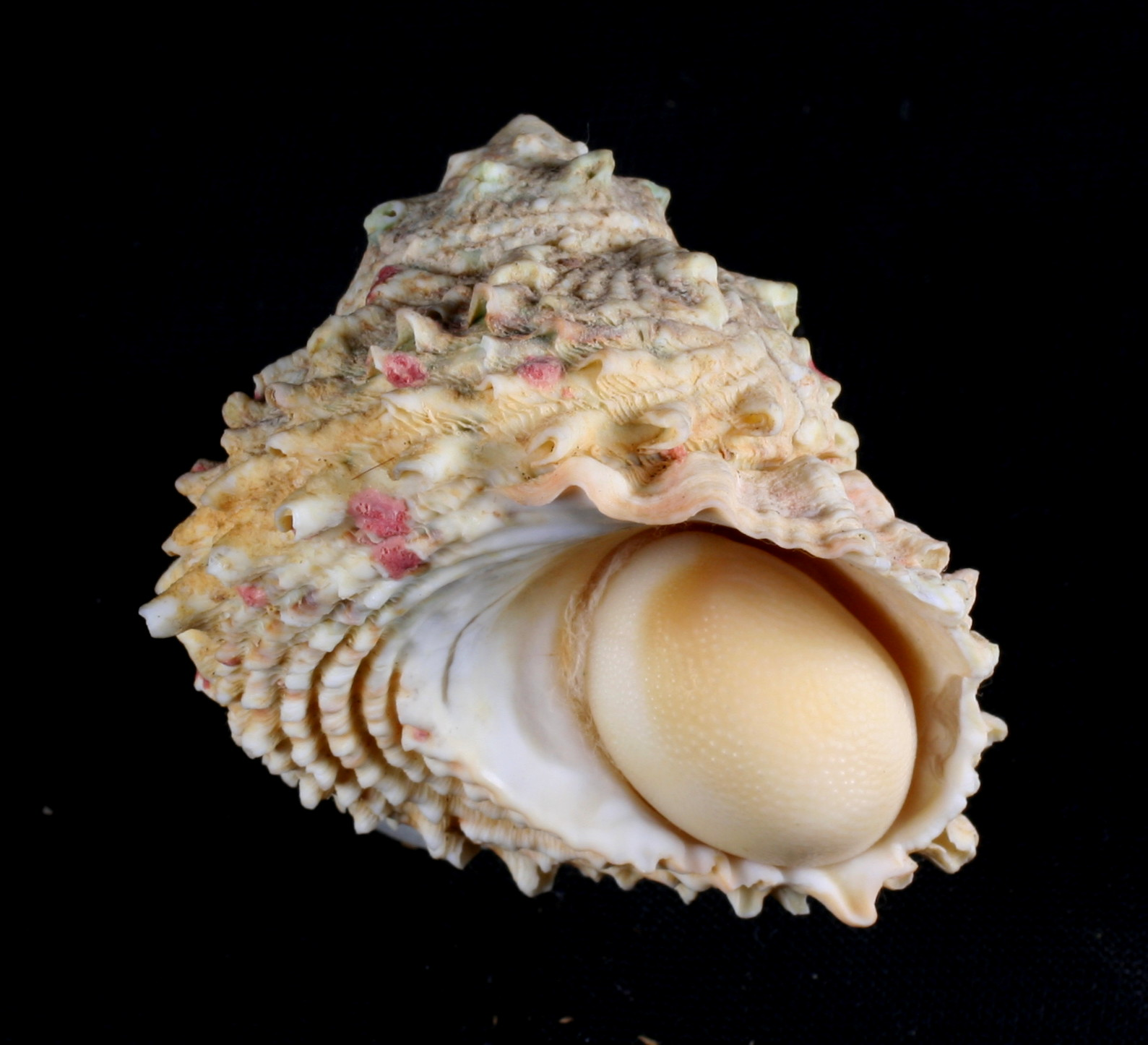
Lithopoma caelatum
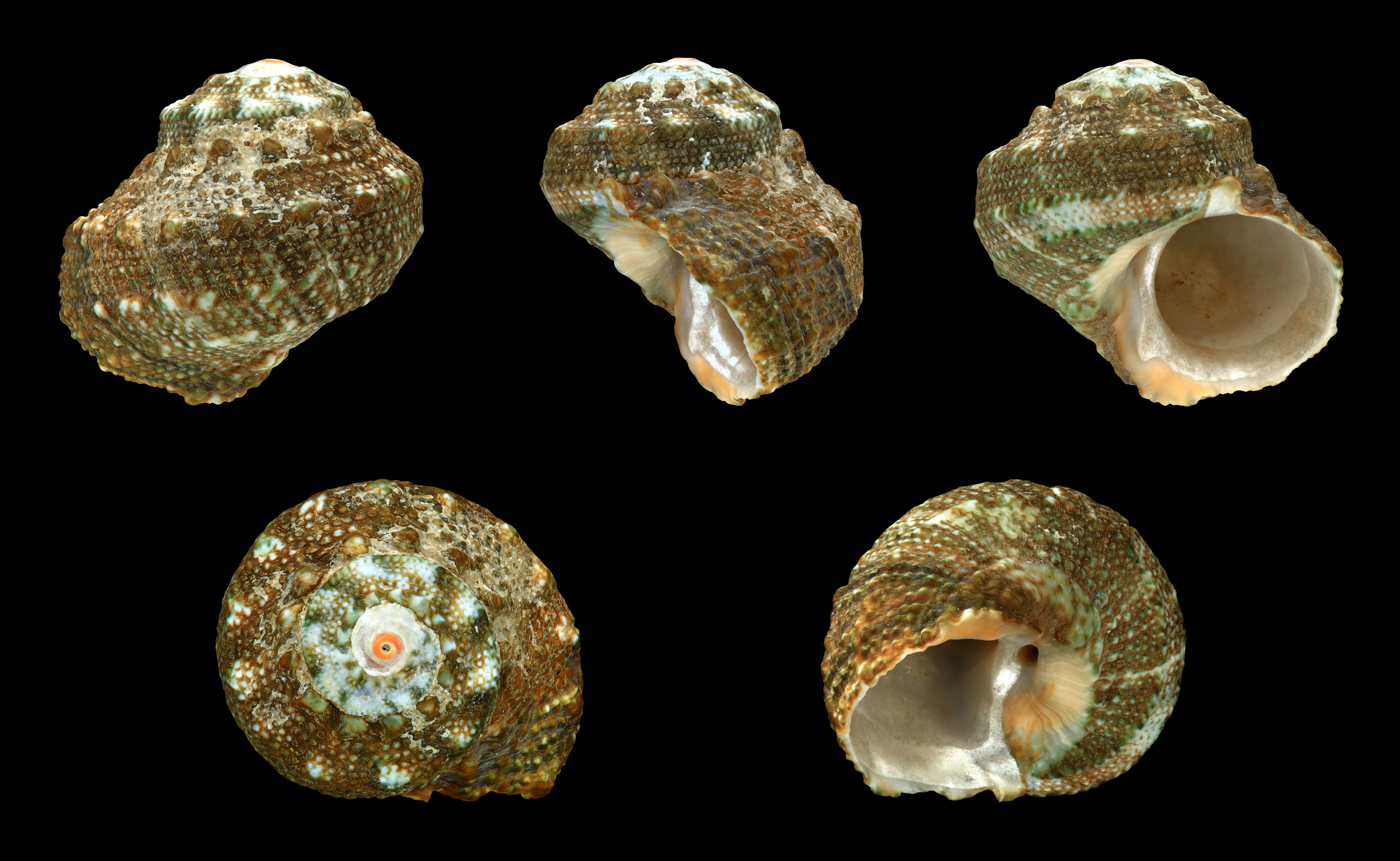
Lunella coreensis
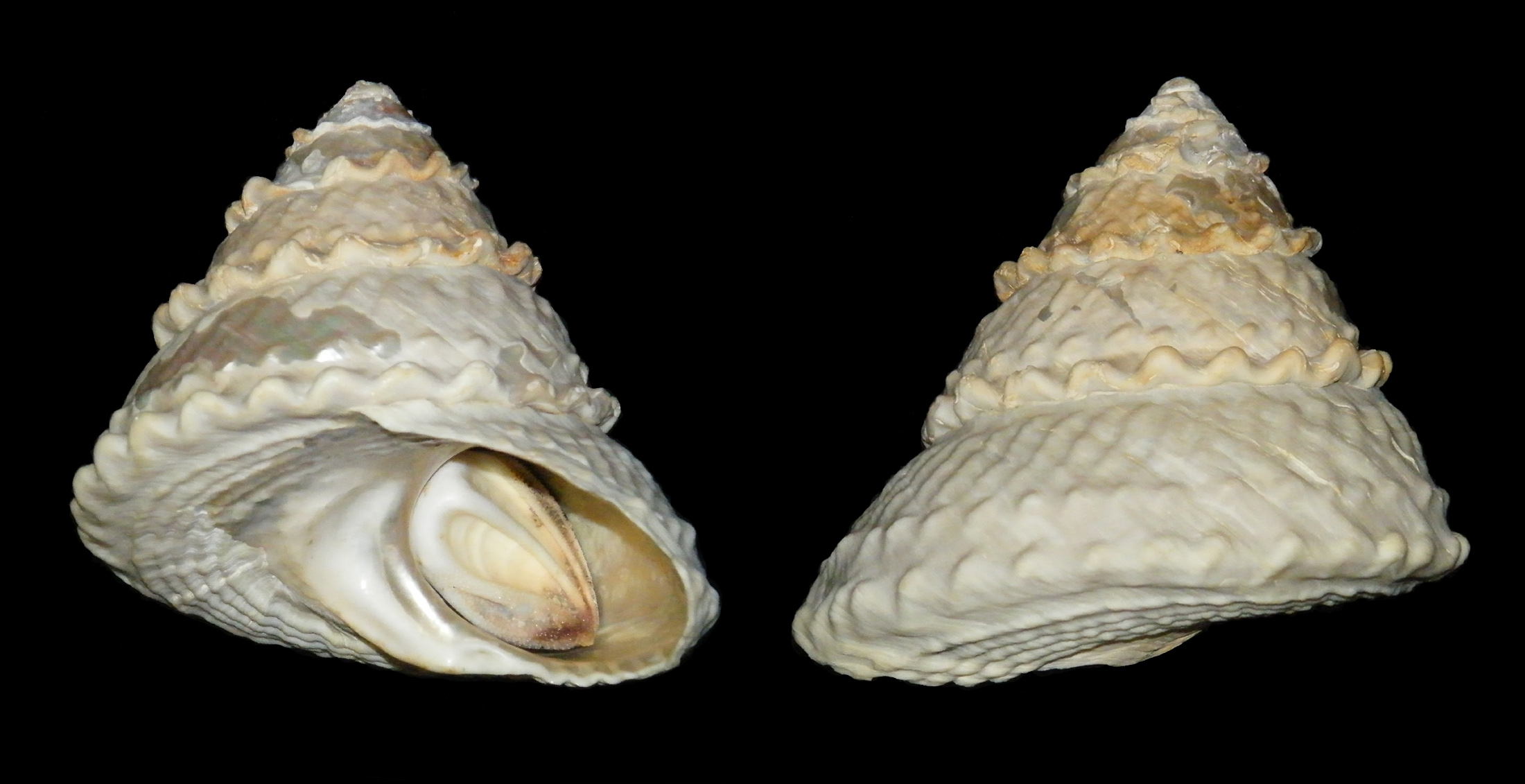
Megastraea undosa
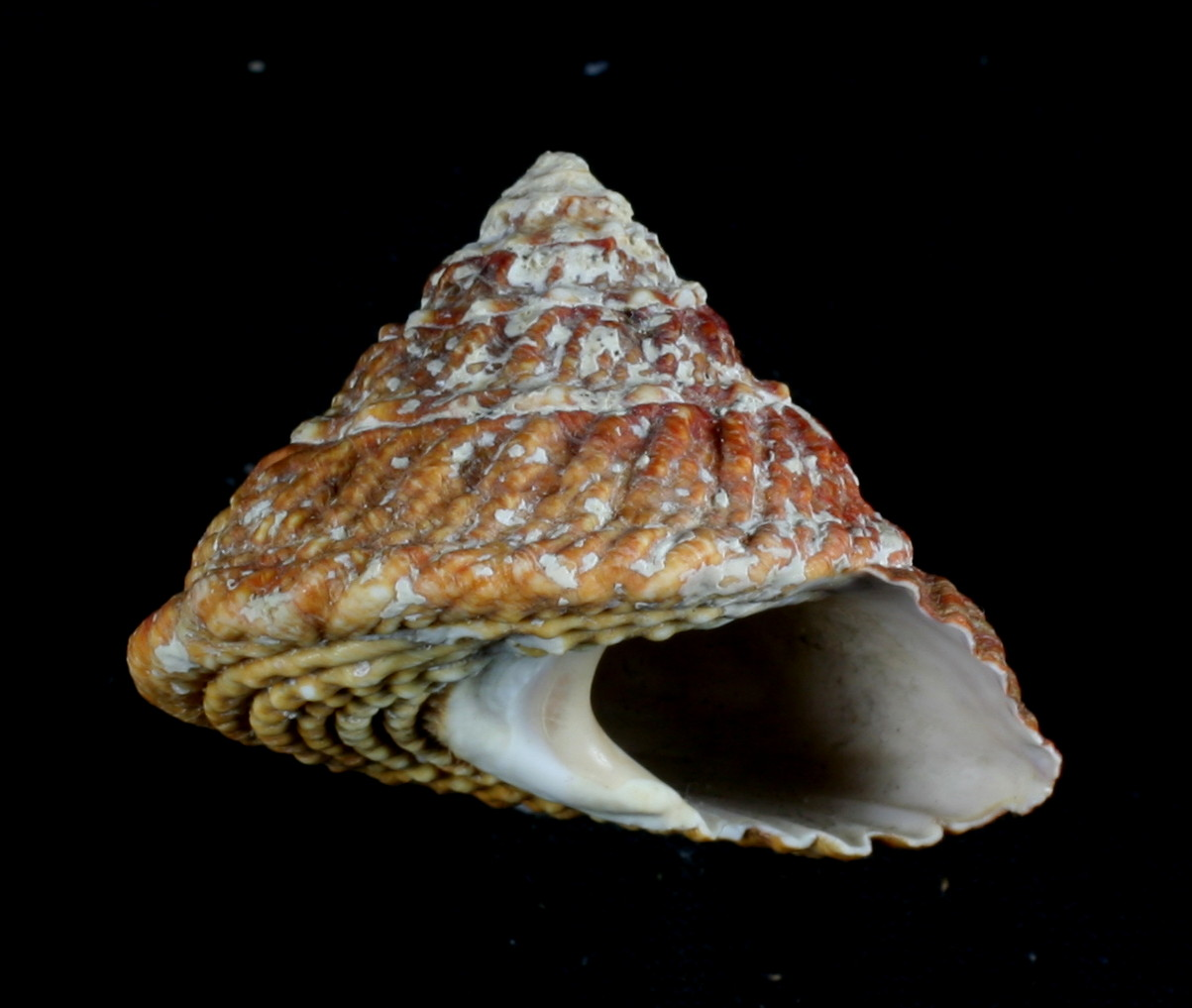
Pomaulax gibberosus
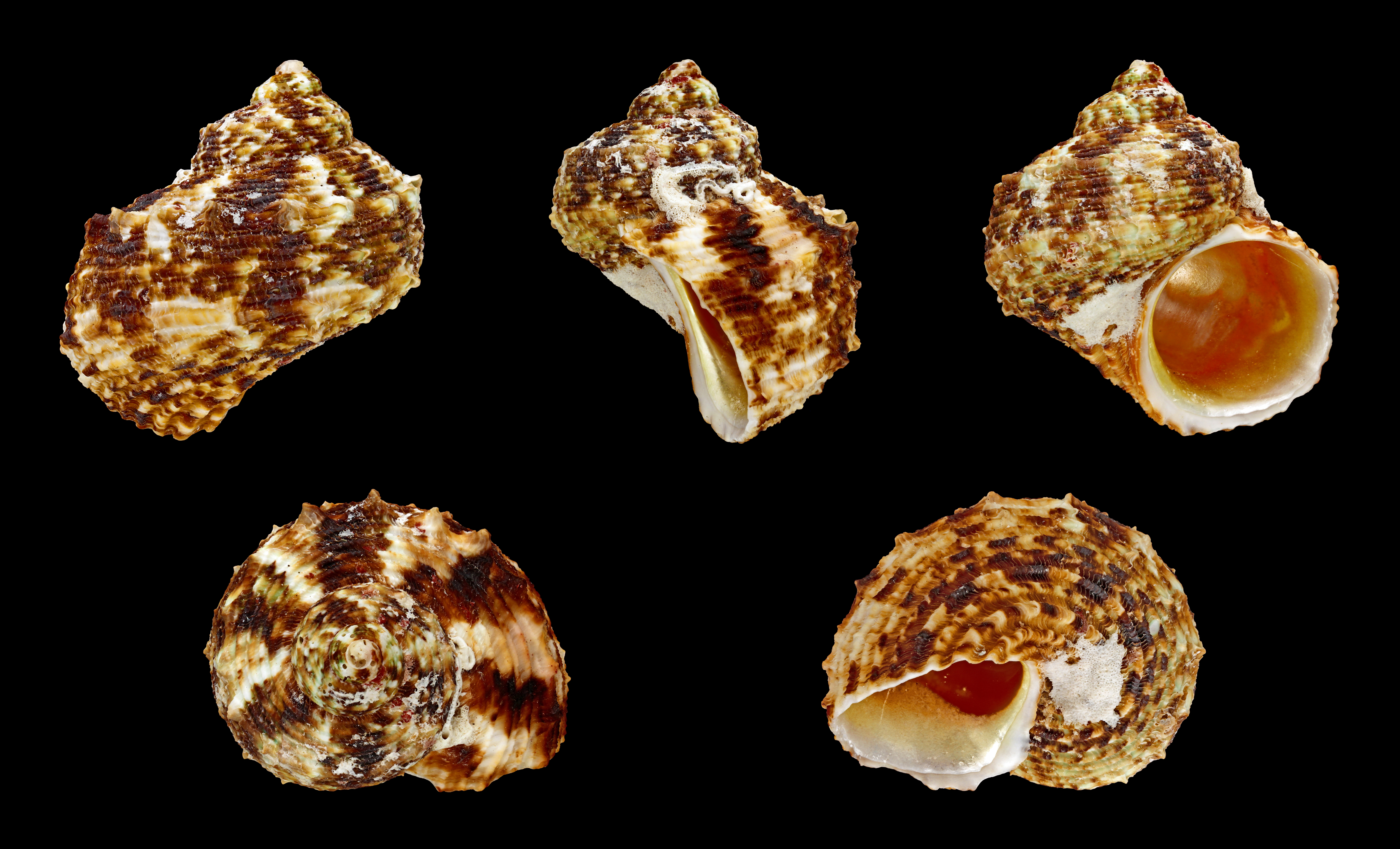
Turbo chrysostomus
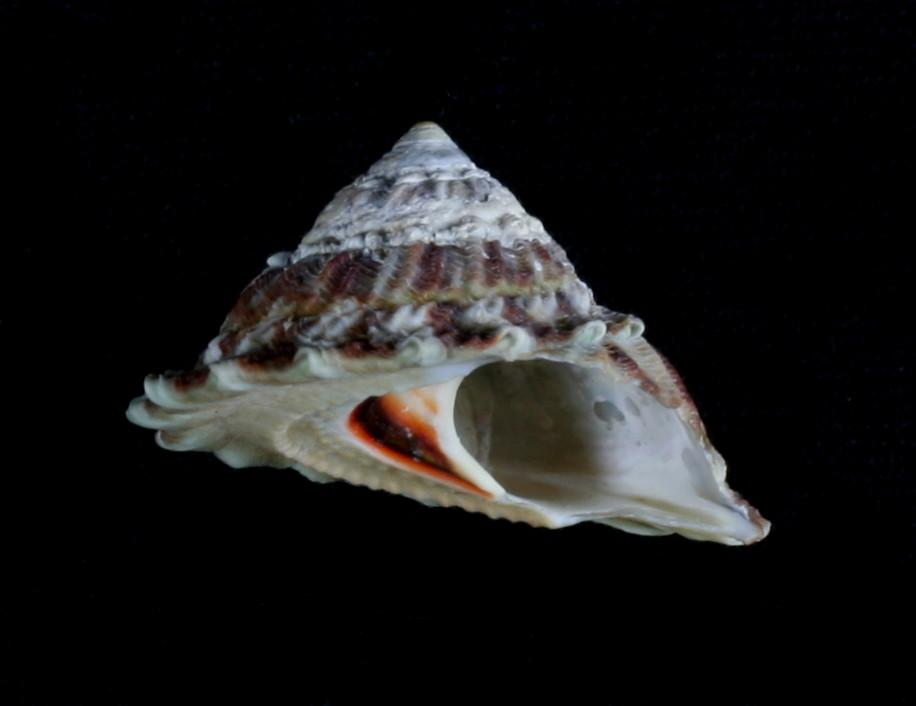
Uvanilla olivacea
Guildfordia yoka delicata
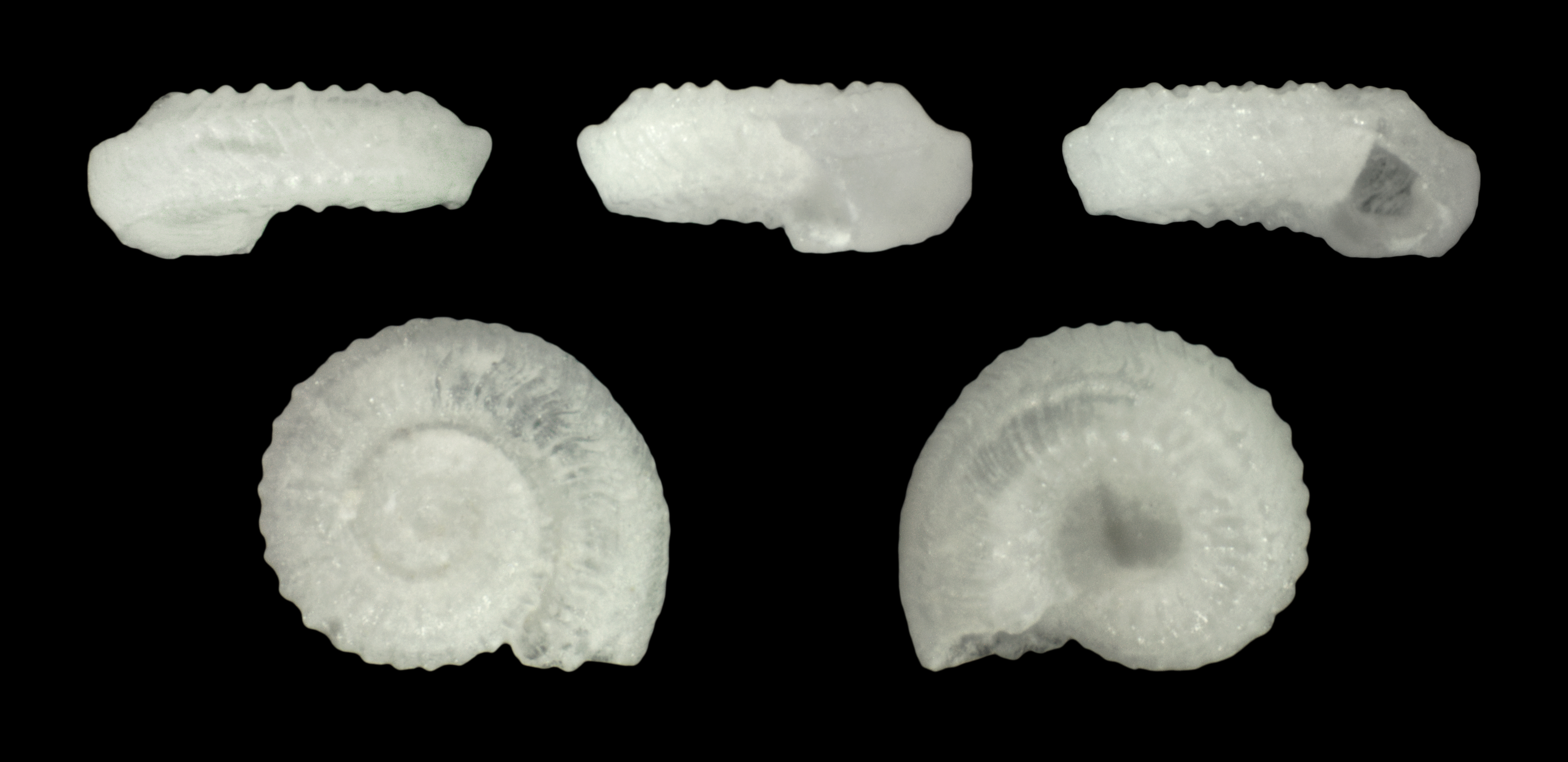
Cyclostrema archeri, des cyclostrema, des turbinidae.